# Freeburg (Missouri)
Freeburg è un villaggio degli Stati Uniti d'America, situato nello Stato del Missouri, nella contea di Osage.